# Black Fork Mohican River
Der Black Fork Mohican River ist ein Fluss, der in den Mohican River mündet. Er ist 94,0 km lang und liegt im mittleren Norden von Ohio in den Vereinigten Staaten.

## Geografie
Er ist Teil des Einzugsgebiets des Mississippi und entwässert ein Gebiet von 910 km². Laut dem Geographic Names Information System war er historisch auch als „Armstrongs Creek“ und „Black Fork Creek“ bekannt.
Der Black Fork entspringt etwa 11 km westlich von Mansfield im Richland County und fließt zunächst nordwärts durch die Stadt Shelby, dann ostwärts durch den Norden des Richland County, bevor er für den Rest seines Laufs nach Südosten fließt und durch den Osten des Richland County und den Süden des Ashland County fließt. Er passiert die Städte Perrysville und Loudonville. Er mündet in Ashland County in den Clear Fork und bildet den Mohican River, etwa 3,2 km südwestlich von Loudonville.
Ein 1936 fertiggestellter Staudamm des US Army Corps of Engineers im Ashland County bildet den Charles Mill Lake.